# Scouleria marginata
Scouleria marginata là một loài Rêu trong họ Grimmiaceae. Loài này được E. Britton mô tả khoa học đầu tiên năm 1895.